# Gert Prix

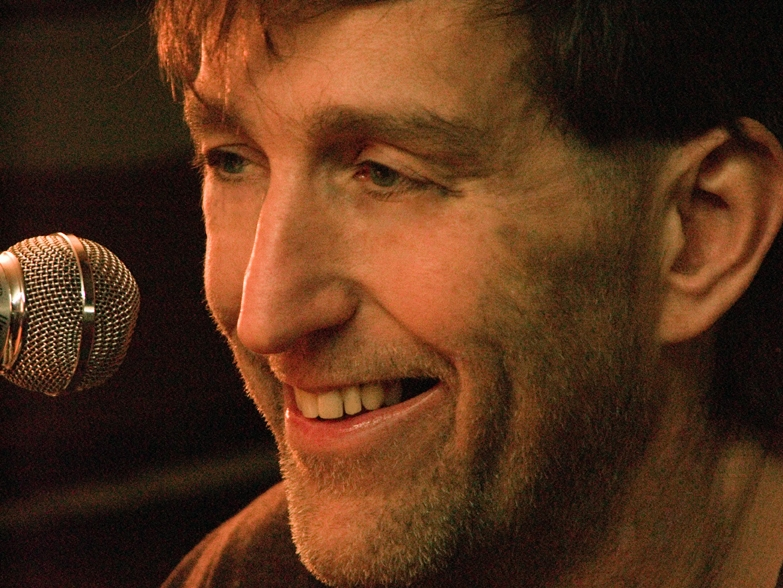

Gert Prix (* 25. September 1957 in Klagenfurt) ist ein österreichischer Musiker und Techniker sowie Gründer und Leiter des Eboardmuseums in Klagenfurt am Wörthersee.

## Werdegang
Gert Prix wurde in Klagenfurt geboren, wo er auch seine ersten Lebensjahre verbrachte. Sein Vater Helmut war Kaufmann und Erfinder, und die Mutter Felicitas war Angestellte. 1984 heiratete Prix seine Frau Gerti. Sie haben eine Tochter und einen Sohn.
Prix begann seine musikalische Karriere im Alter von 7 Jahren am Konservatorium Klagenfurt. Mit 15 Jahren war er an der Gründung der Boy-Group „Sir Donald“ beteiligt, welche bald von „Three Tight“ abgelöst wurde. „Three Tight“ gewann die erste Große Chance Peter Rapps im Jahr 1980. Die Band trat über 26 Jahre in unveränderter Besetzung  um den Wörthersee auf: Gert Prix an den Keys, Heinz Köchl an der Gitarre und Rolf Holub am Schlagzeug. Three Tight galt nicht zuletzt durch ihr Showprogramm als „die Kultband vom Wörthersee“, welche den  Wörthersee-Sound kreierte und unter anderem in Wörthersee-Filmen der Lisa Film mitwirkte. Three Tight wurden im Jahr 2000 von der bis heute existierenden Beach Band, einer Beach Boys Tribute- und Flower Power-Band, abgelöst. Seit 2011 ist Gert Prix auch als Impersonator von Udo Jürgens – von diesem noch zu seinen Lebzeiten persönlich autorisiert – international auf Tour.

## Eboardmuseum
Gert Prix beschäftigt sich seit 1973 mit der Technik und der Geschichte elektronischer Musikinstrumente. Aus seiner rasch wachsenden Vintage-Sammlung entstand 1987 das Eboardmuseum, das heute als das weltgrößte Keyboard-Museum gilt.